# Carmen Martín
Carmen Dolores Martín Berenguer (Roquetas de Mar, Almería; 29 de mayo de 1988), más conocida como Carmen Martín, es una jugadora española de balonmano. Ocupa la demarcación de extremo derecho y actualmente milita en el IK Sävehof.
A nivel de clubes, se ha proclamado campeona de Europa en 2016 con el CSM București y subcampeona en 2011 con SD Itxako, además de conseguir numerosos títulos nacionales.
Fue internacional absoluta con la selección española, con la que logró la medalla de bronce en los Juegos Olímpicos de Londres 2012 y en el Mundial de Brasil 2011 y la de plata en el Europeo de Macedonia 2008 y Europeo de Hungría y Croacia 2014. Se retiró de la Selección en el año 2022, quedando hasta ese momento como la tercera jugadora con más partidos (250) y la tercera máxima goleadora (866) histórica del combinado nacional. 
Jugadora zurda, se destaca habitualmente su calidad técnica y su capacidad para marcar goles desde el extremo derecho y al contragolpe. Además, posee más de un 90 % de efectividad en lanzamientos de penalti (7 metros). Suele ser considerada recurrentemente la mejor extremo derecho del mundo en los últimos años.

## Clubes
| Club                            | País      | Año       |
| ------------------------------- | --------- | --------- |
| Club Balonmano Roquetas         | España    | 2005-2008 |
| Club Balonmano Mar Alicante     | España    | 2008-2010 |
| Sociedad Deportiva Itxako       | España    | 2010-2012 |
| RK Krim                         | Eslovenia | 2012-2014 |
| Club Balonmano Atlético Guardés | España    | 2014      |
| CSM București                   | Rumania   | 2014-2017 |
| OGC Nice Côte d'Azur Handball   | Francia   | 2017-2019 |
| CSM București                   | Rumania   | 2019-2022 |
| IK Sävehof                      | Suecia    | 2022-2024 |

## Trayectoria

### Títulos
Estudió en el CEIP Llanos de Marín, en el municipio de Roquetas de Mar (Almería). Allí comenzó a practicar el balonmano a los 7 años de edad. Debutó en División de Honor (Liga ABF) con el C.B. Roquetas en 2005.

### Mar Alicante
Tras tres años con el conjunto de su tierra, en el verano de 2008, firmó por el Club Balonmano Mar Alicante donde saltó a la fama mundial. Con el equipo alicantino estuvo a las órdenes de Esteban Roig, y disputó en su primer año (2008/09) la Copa de la Reina, pero fueron eliminadas en cuartos de final ante el Elda Prestigio por 24-25. Fueron quintas en la liga, lo que proporcionó una plaza en la Copa EHF. Al siguiente año ficharon a Dara Calvalho, Nuria Benzal y Verónica Verdú para disputar el Mar Alicante por primera vez una competición europea. El partido las enfrentó ante el ZRK Kikinda, contra el que perdieron por tres goles en el cómputo de los dos partidos. En la Copa de la Reina llegaron a la final tras eliminar al Elda Prestigio y al CLEBA León. Sin embargo el Itxako ganó la final por 33-28. En la Liga fueron cuartas, volviendo a conseguir plaza europea, en esta ocasión en la Recopa de Europa. Allí coincidió con una de sus mejores amigas en la selección, Beatriz Fernández Ibáñez.

### S.D. Itxako
En 2010, firmó por la S.D. Itxako, donde jugó hasta el final de la temporada 2011-12. La temporada 2010/2011 fue la temporada más exitosa de la historia del club navarro. Se proclamó campeón de la Supercopa de España (venciendo por 28-21 a su ex-club, el Mar Alicante), ganó la Copa de la Reina (venciendo por 29-21 al Club Balonmano Femenino Elda) y volvió a conquistar el título de Liga ABF. Las de Estella terminaron el año perdiendo por la mínima su primera final de la Liga de Campeones ante el potente Larvik HK noruego por un total de 46-45 (23-21 en el primer partido y 24-25 en el segundo).
En la temporada 2011/12, se consiguió de nuevo revalidar el título de la Liga ABF, de la Copa de la Reina, tras vencer al Balonmano Bera Bera por 35-26 y de la Supercopa de España,  En la Champions League, tras superar la primera ronda, caen en la Maind Round. Tras varios años de éxitos, un comunicado de las jugadoras y el cuerpo técnico informa de un problema de impagos y evidencia la mala situación económica del club, por lo que muchas jugadoras importantes acaban saliendo del club (entre ellas Carmen).

### R.K. Krim Mercator
En 2012, firmó por el club esloveno del RK Krim Mercator en el que tuvo poca continuidad debido a las lesiones. Sin embargo, durante su primera temporada se convirtió en la máxima goleadora del equipo esloveno en Champions con un total de 54 goles en 14 partidos. A nivel colectivo el equipo llegó a las semifinales cayendo ante el Larvik HK. También ganó la Liga Eslovena y la Copa, con bastante facilidad ambos títulos.

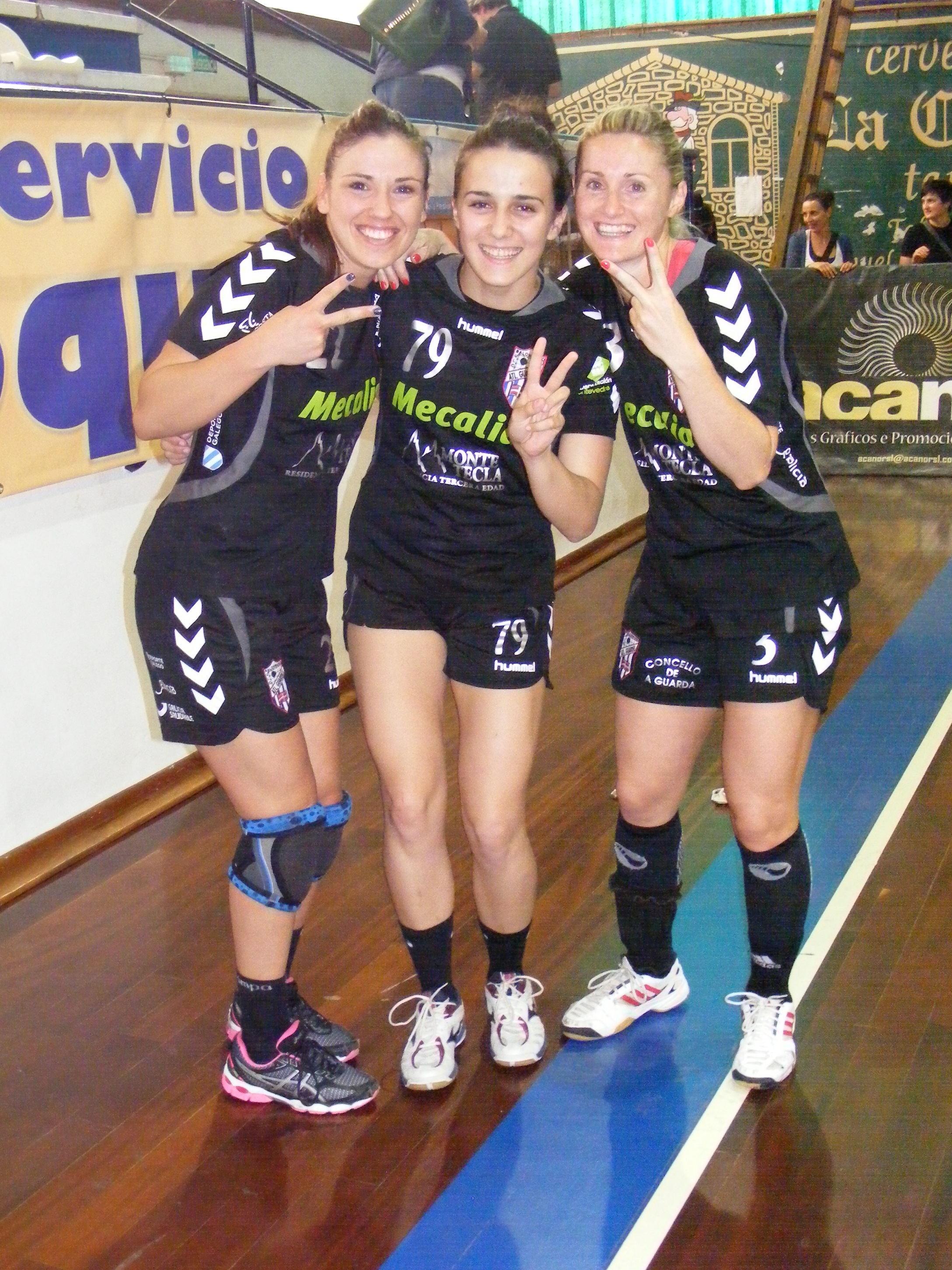
Carmen (izquierda) junto a Laura Morais y Vanesa Amorós en mayo de 2014 durante su etapa en el Mecalia Atlético Guardés.

En su segunda temporada, no jugó ni un minuto debido a su lesión de hombro a principios de mayo de 2013 y a su recaída en el Mundial con la selección.

### Mecalia Atlético Guardés
En 2014, firmó por el Mecalia Atlético Guardés después de que el equipo esloveno le amenazara con rescindirle su contrato tras la lesión que sufrió con la selección española en el Mundial de Serbia de 2013, además de los problemas económicos del club. Fue recibida con gran expectación en Galicia y en La Guardia en su vuelta a la Liga ABF. Pese a su corta estancia de tres meses en Galicia dejó un grato recuerdo y muy buenos números: 35 goles en 10 partidos, una media de 3,5 por partido. Además, el equipo acabó en una meritoria 4.ª plaza en Liga.

### C.S.M. București
A partir del verano de ese año, se incorpora al equipo rumano CSM București de la Liga Națională de Rumania. En su primera temporada con el conjunto de Bucarest se adueña del extremo derecho, recupera su mejor versión, conquista su primera Liga Națională (al ganar a doble partido a su máximo rival, el HCM Baia Mare), queda subcampeona de la Copa femenina (perdiendo ante Baia Mare por 18-17 y siendo la máxima anotadora de la final con 5 goles), gana el Trofeo Ciudad de Bucarest y vuelve a clasificarse para disputar la Liga de Campeones de la EHF de cara a la temporada siguiente. Anotó más de 100 goles entre Liga y Copa durante la temporada.

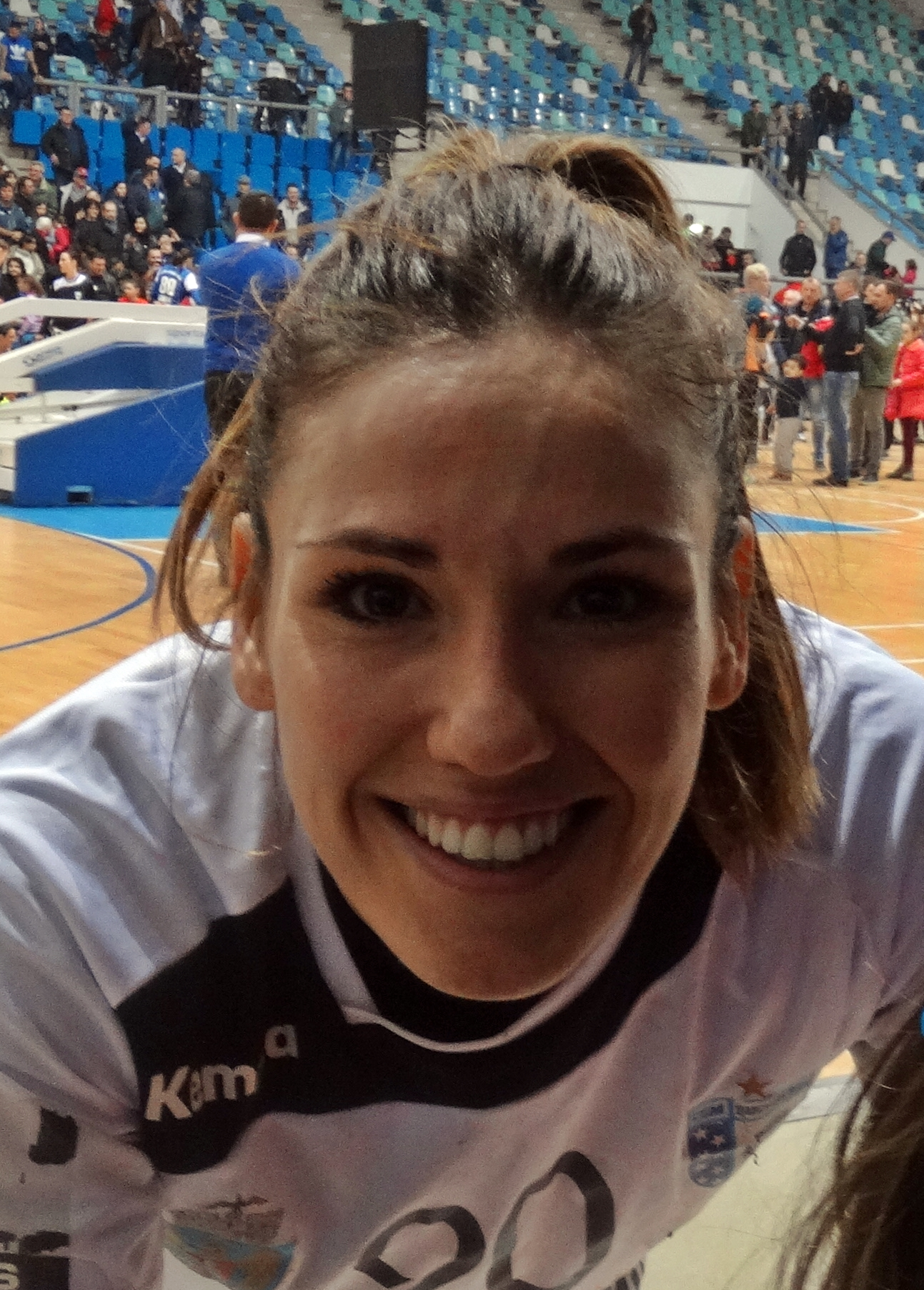
Carmen durante su etapa en el CSM București.

Su segunda temporada en Rumania fue aun mejor, ya que consiguió el histórico triplete. El equipo no tuvo rival en la Liga Națională, que conquistó por segundo año consecutivo tras ganar todos sus partidos. A su vez, conquistó su primera Copa al vencer en la final por 32-24 al CSM Roman. Y, para poner la guinda a la temporada, la almeriense y su club conquistaron su primera Liga de Campeones de la EHF. Tras una primera fase algo irregular, el equipo se clasificó en último lugar para los cuartos de final y tuvo que jugar ante el temible FC Rostov. No obstante, el equipo superó en ambos partidos a las rusas por un gol (8 goles de la almeriense en los dos partidos) y lograron pasar, sorprendentemente, a las semifinales, donde batieron cómodamente al ZRK Vardar por 27-21. En la final superaron al equipo húngaro Gyori Audi ETO KC en la prórroga por 29-26, tras llegar igualadas a 22 al final del tiempo reglamentario. Carmen Martín anotó 4 goles en dicha final.
En su última temporada en Bucarest revalidó por tercera vez el título de Liga. Sin embargo, el equipo fracasó en la defensa de su corona en la Liga de Campeones de la EHF. De todas formas, acabaron terceras tras vencer en el partido por el bronce al KK Budućnost Podgorica de Montenegro. Además, Carmen estuvo presente en el mejor siete de la Champions al ser nombrada mejor extremo derecho, cerrando así una extraordinaria etapa en Rumania.

### OGC Nice Handball
El 7 de marzo de 2017, se confirma su fichaje por el OGC Nice Handball de la Liga francesa de balonmano junto con su compañera Linnea Torstenson, para dos temporadas a partir de junio del mismo año. En sus dos temporadas en el conjunto de la Costa Azul, aunque el club no logró competir en competiciones continentales, dio un paso al frente y consiguió la mejor clasificación de su historia: fueron cuartas en la primera temporada y subcampeonas en la 2018-19 perdiendo la final ante el todopoderoso Metz Handball, lo que les dio el billete para competir en Europa por primera vez en su historia. A su vez, en la Copa de Francia, consiguieron llegar a las semifinales los dos años que permaneció Carmen en el equipo.

### Regreso a Bucarest
En marzo de 2019 y tras acabar contrato con el Niza al finalizar la campaña, se confirma su regreso al CSM București luego de dos años, en el que compartirá vestuario con jugadoras de la talla de Cristina Neagu o Nora Mørk en unos de los equipos más todopoderosos que se recuerdan.

### El cambio de Bucarest a Escandinavia
En 2022, tras su retirada del combinado nacional decidió probar suerte en el IK Sävehof sueco, dónde encontró un gran cambio en la forma en la que se vivía el balonmano, su organización y planificación. Ha tenido que adaptar su juego a un nuevo estilo, pero se afianzó en el club sueco dónde consiguió sus últimos cuatro títulos: dos Ligas y dos Copas. En mayo se anunció su retirada.

## Selección nacional

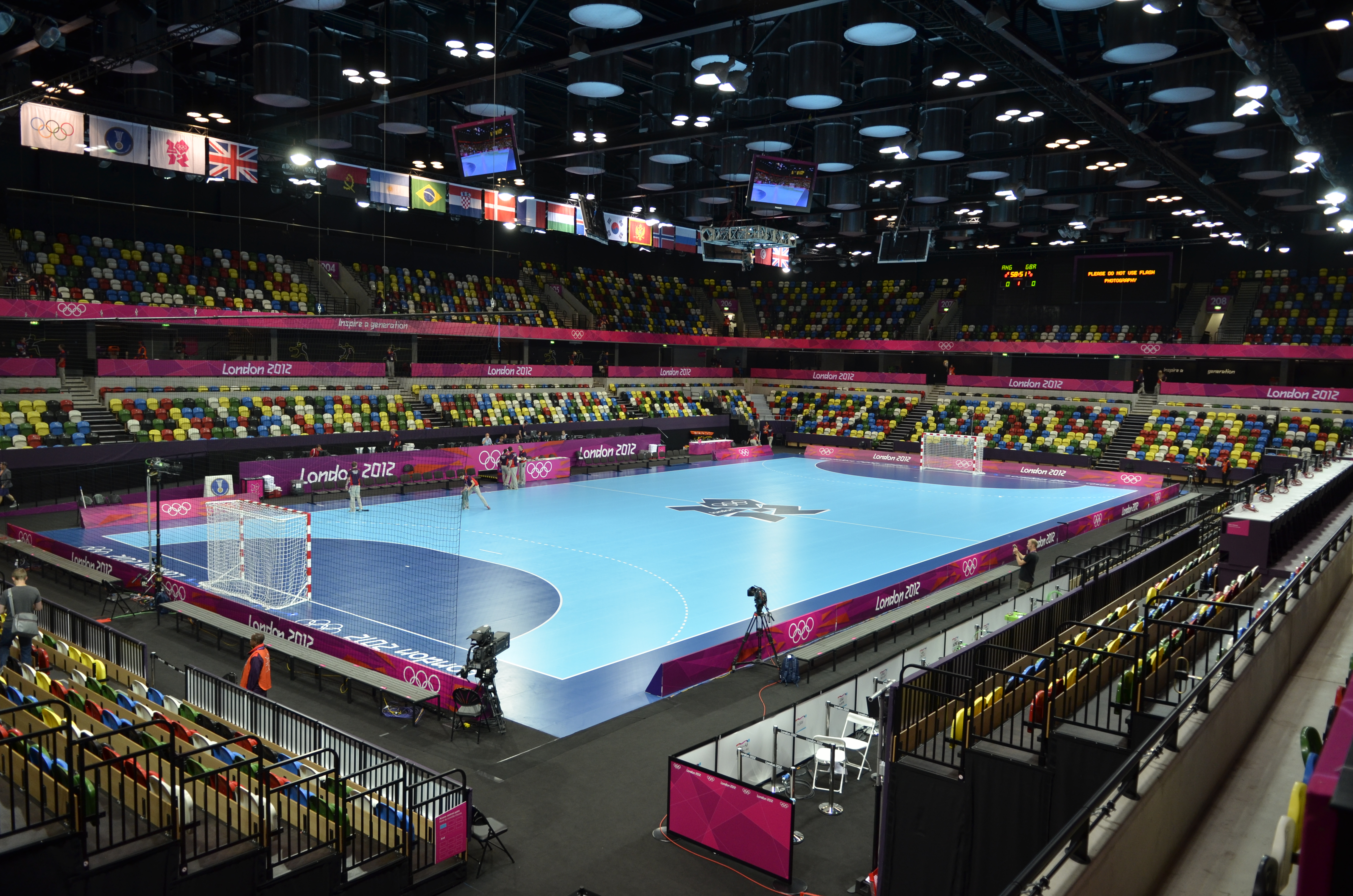
Copper Box, sede de la fase de grupos de los Juegos Olímpicos de Londres 2012.

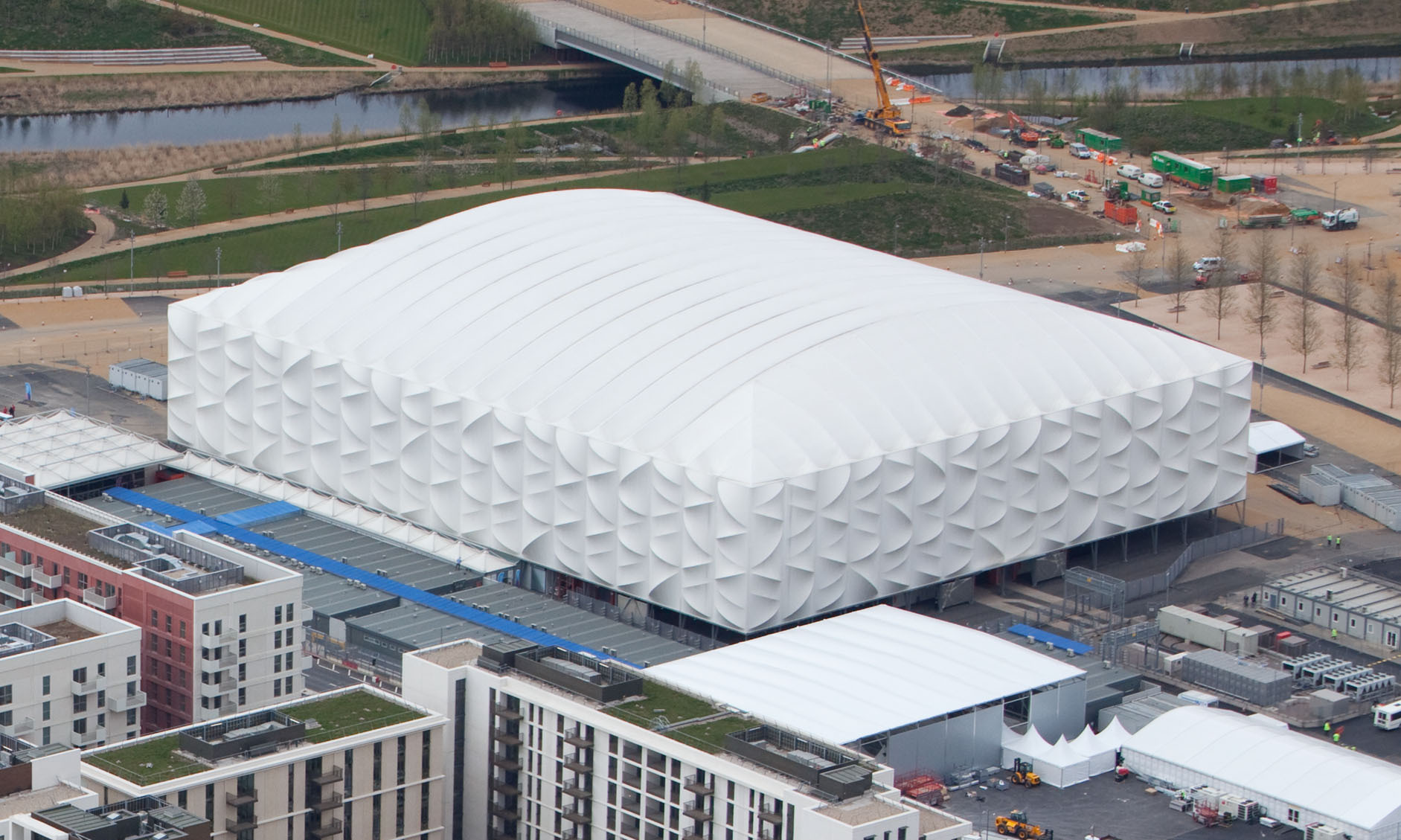
Basketball Arena, sede de las semifinales y finales.

Ha sido internacional con la selección femenina de balonmano de España en 200 ocasiones y ha anotado 697 goles. De esa manera es la sexta con más internacionalidades en la historia de la selección y la cuarta máxima goleadora, con apenas 30 años.
Fue convocada por primera vez por Miguel Ángel Florido, debutando el 14 de octubre de 2005 en Kostrena (Croacia) con tan solo 17 años de edad. Su primer torneo de alto prestigio con la selección fue el Campeonato Europeo de Balonmano Femenino de 2006 disputado en Suecia. Comenzaron ganando en la primera fase a Holanda y Francia, y cayeron ante Dinamarca, aunque pese a esa última derrota pasaron a la siguiente fase como primeras de grupo con 2 victorias y 1 derrota. En la segunda ronda comenzaron ganando a Croacia, aunque cayendo ante las anfitrionas Suecia y ante Rusia, con lo cual no pudieron pasar a las semifinales. Acabaron el campeonato en la novena posición.
Fue seleccionada para el Campeonato Mundial de Balonmano Femenino de 2007. La primera fase las enfrentó a Congo, Japón y Hungría y pasaron como segundas de grupo tras empatar ante las húngaras y ganar sus otros dos partidos. En la siguiente fase comenzaron perdiendo ante Alemania y Rumania. Después ganaron a Corea del Sur y se enfrentaron en el último partido ante las ya eliminadas, Polonia, para conseguir el pase a los cuartos de final, sin embargo perdieron 29-30 y fueron eliminadas.
En el Campeonato Europeo de Balonmano Femenino de 2008, comenzaron empatando dos partidos, ante Noruega y ante Ucrania, pero pasaron como segundas de grupo tras las noruegas. En la segunda ronda, sin embargo, ganaron a Rumania y Hungría, y perdieron ante Dinamarca, consiguiendo pasar a las semifinales ante Alemania. Fue un partido difícil pero vencieron por 32-29, aunque perdieron la final ante las favoritas, las noruegas, que solo habían cedido un empate ante las españolas en toda la competición. Aquí cocomenzó la doctoración de Carmen con la selección y a nivel mundial.
En 2009, participó en el Campeonato Mundial de Balonmano Femenino de 2009 disputado en China. En la primera fase fueron primeras de grupo venciendo todos sus encuentros. En la siguiente ronda empataron ante Hungría, ganaron a Rumania y fueron derrotadas por Noruega. Pasaron como segundas de grupo tras Noruega, y se enfrentaron en las semifinales ante Francia que las venció por 27-23. En la lucha por el bronce se volvieron a enfrentar a Noruega y fueron derrotadas por 26-31. También participó en los Juegos del Mediterráneo de 2009 en Pescara.
En el Campeonato Europeo de Balonmano Femenino de 2010, comenzaron perdiendo ante Rumania. Después ganaron a Serbia, pero volvieron a perder, esta vez ante Dinamarca, terminando la primera fase como terceras de grupo. En la segunda fase consiguieron ganar a Rusia, pero perdieron los otros dos partidos, siendo eliminadas y terminando finalmente undécimas.
En 2011, fue convocada para disputar el Campeonato Mundial de Balonmano Femenino de 2011 celebrado en Brasil. En la fase de grupos fueron segundas tras el equipo nacional de Rusia, que ganó todos sus partidos. En la siguiente fase vencieron a Montenegro por 23-19, y en los cuartos de final a Brasil por 27-26. Sin embargo, en las semifinales se enfrentaron a la futura campeona, Noruega, contra la que fueron derrotadas por 30-22. En la lucha por la medalla de bronce se enfrentaron a Dinamarca, y vencieron por 18-24. Por parte individual, Carmen fue elegida mejor extrema derecha del Campeonato, además de ser la quinta máxima goleadora con la imponente cifra de 45 tantos en apenas 9 partidos.
En 2012, fue seleccionada para formar parte del equipo nacional en el torneo celebrado en España que daba acceso a dos plazas para acudir a los Juegos Olímpicos de Londres 2012. España obtuvo una plaza y la otra fue para Croacia. También fue seleccionada para los Juegos Olímpicos, donde fueron terceras en el grupo B, tras Francia y Corea del Sur. Se enfrentaron en los cuartos de final a Croacia y ganaron por 25-22, clasificándose para las semifinales ante Montenegro, que había dado la sorpresa al eliminar a unas de las favoritas, Francia. El partido fue muy igualado, pero finalmente ganó Montenegro por 27-26. Sin embargo quedaba el partido por el bronce, que enfrentaba al equipo español contra las coreanas nuevamente. En la liga previa habían ganado las coreanas por 27-31, pero en esta ocasión se impusieron las españolas por 29-31. Sin embargo, Carmen no pudo disfrutar del éxito en la pista, ya que en el partido de la fase de grupos ante Suecia cayó lesionada al caerle una jugadora sueca en la rodilla, y producirse la rotura del ligamento lateral interno, por lo que tuvo que ser sustituida por la malacitana Marta López.
En el Campeonato Europeo de Balonmano Femenino de 2012 celebrado a finales de año en Serbia, consiguieron pasar a la segunda liguilla, aunque en ella fueron últimas, donde se notó la ausencia de la destacada central Macarena Aguilar que se lesionó en un partido de la primera ronda.
De nuevo, fue convocada para el Campeonato Mundial de Balonmano Femenino de 2013 celebrado también en Serbia, donde defendían el tercer puesto de Brasil 2011. De nuevo una lesión, esta vez en el hombro, ante Noruega en el primer partido (cuando llevaba tres minutos en el campo) le hicieron perderse el resto de la competición. En el plano colectivo (sin Carmen), las guerreras pasaron la primera fase sin muchos problemas, tras ganar a Polonia, Argentina, Paraguay y Angola y tan solo perder ante la potente Noruega. Sin embargo, en octavos de final volvieron a caer eliminadas otra vez ante Hungría (que ya les ganó en el Europeo pasado) por 28-21, cerrando así el campeonato en una discreta décima posición.
Es convocada en 2014 al Campeonato Europeo de Balonmano Femenino de 2014, disputado en Hungría y Croacia, donde debe recuperar la continuidad en su juego, para volver a ser una de las mejores jugadoras del planeta. Superaron la primera fase con pleno de victorias y puntos tras vencer a Polonia, Rusia y Hungría. Su gol de rosquita ante Hungría, fue elegido el mejor tanto de la primera fase. Sin embargo en la Maind Round perdieron sus dos primeros partidos ante Noruega y Rumania. Finalmente en el decisivo y último partido, lograron una impresionante victoria ante Dinamarca por 29-22 para pasar por segunda vez en su historia a unas semifinales de un Europeo. En las semifinales se vengaron de su derrota ante Montenegro en los JJOO ganando por un vibrante 19-18, pasando a su segunda final de un Europeo. En la final se volvieron a cruzar contra Noruega perdiendo por 28-25 y acabando finalmente con una gran medalla de plata. En el plano individual Carmen fue de nuevo elegida en el siete ideal como mejor extrema derecha, acabando también como máxima goleadora nacional con 46 tantos y tercera del Campeonato, recuperando así de nuevo su mejor versión.
De nuevo, en 2015, es llamada para disputar el Campeonato Mundial de Balonmano Femenino de 2015 en Dinamarca. En la fase de grupos, comienzan ganando a Kazajistán, aunque luego pierden 28-26 ante la potente Rusia. Pese a esa derrota, se rehacen, y luego consiguen ganar cómodamente a Rumania por 26-18 y golear a la débil Puerto Rico por 39-13. Finalmente, en el último partido de la liguilla de grupos caen ante Noruega por 26-29, acabando terceras de grupo y teniendo un complicado cruce en octavos de final ante Francia. Durante la fase de grupos, fue elegida MVP y máxima goleadora (6) ante Kazajistán, y también máxima goleadora ante Rusia. Finalmente, en octavos fueron eliminadas por las francesas tras un penalti muy dudoso con el tiempo cumplido (22-21). No obstante, el arbitraje fue muy cuestionado por diversas exclusiones dudosas para las españolas, y por una roja directa también muy dudosa a la propia Carmen. Ante esta situación, las guerreras fueron eliminadas en octavos (al igual que el último Mundial), siendo duodécimas. En el aspecto individual, Martín volvió a ser de las mejores, ya que jugó los seis partidos y anotó 25 goles, siendo la segunda máxima anotadora española tras Nerea Pena.  
Para agosto de 2016, es convocada como una de las pilares de la selección para los Juegos Olímpicos de Río de Janeiro 2016, donde espera además obtener otra medalla, y sacarse la espinita de su lesión en los Juegos de Londres. Pasaron la primera fase como terceras de grupo tras obtener victorias ante Montenegro, Brasil y Angola (partido en el que fue la máxima goleadora) y caer ante Noruega y Rumania. En cuartos de final se cruzan de nuevo ante su bestia negra, Francia y de nuevo con un final cruel. Tras ir ganando 12-5 al descanso, las Guerreras desperdiciaron siete puntos de ventaja en la segunda parte para finalmente acabar cayendo en la prórroga por 26-27 y despedirse así del sueño olímpico. En el plano individual, Carmen jugó los seis partidos en los que anotó 24 goles. 
Cuatro meses después, es de nuevo convocada para el Campeonato Europeo de Balonmano Femenino de 2016, disputado en Suecia, donde defendían la plata obtenida en Hungría. Sin embargo la mala suerte se volvió a apoderar del combinado nacional. Las Guerreras fallaron en la primera fase tras caer ante Suecia y Serbia (partidos en los que Martín fue la mejor jugadora y máxima goleadora) y tan solo vencer a Eslovenia, por lo que pasaron con tan solo 2 puntos al Main Round donde tenían que ganarlo todo. Y en el primer partido de la segunda fase, volvió a aparecer Francia. Y de nuevo con un final cruel, tras perder con un gol de las galas en el último segundo (22-23), por lo que se despedían matemáticamente de todo opción de medallas. En los ya dos últimos intrascendentes partidos, empataron ante Alemania y perdieron contra Holanda para acabar en un pésimo undécimo puesto. Carmen jugó los 6 partidos en los que logró ser la mayor anotadora del combinado con 27 tantos; en el que supuso el último torneo de Jorge Dueñas como seleccionador, siendo reemplazado por Carlos Viver. No obstante, como volviera a suceder en el anterior europeo y pese a la discreta actuación de la selección, Carmen estuvo presente de nuevo en el 7 ideal del torneo. 
En 2017, es llamada para disputar el Campeonato Mundial de Balonmano Femenino de 2017 en Alemania, en el que supone su estreno como capitana tras un gran relevo generacional en el que ya no estarán jugadoras como Macarena Aguilar o Marta Mangué. En este Campeonato, las Guerreras consiguieron pasar a octavos de final como terceras de un grupo en el que también se encontraban selecciones potentes como Rumania o Francia (que sería a la postre la campeona), pero allí se encontraron a la todopoderosa Noruega que las volvió a apartar de la lucha por las medallas. En el plano individual, Carmen se movió en los números de siempre anotando 25 goles en los 6 partidos que disputó del campeonato. 
Vuelve de nuevo como capitana para liderar la selección para el Campeonato Europeo de Balonmano Femenino de 2018, disputado en Francia. Las Guerreras con un equipo muy joven, volvieron a fallar en la primera fase tras caer ante Hungría y Holanda, este último partido perdido con el marcador a cero y tras un golpe franco anotado por las tulipanes cuando apenas quedaba 1 segundo; y tan solo vencer a la débil Croacia, por lo que pasaron ya muy mermadas con tan solo 2 puntos al Main Round donde tenían que ganarlo todo y ante selecciones de gran nivel. En la segunda fase las cosas no volvieron a ir bien y se despidieron definitivamente de todas sus opciones de medalla tras caer ante la Alemania. En los ya dos últimos intrascendentes partidos, perdieron tanto contra Rumania como con Noruega para acabar en un decepcionante decimosegundo puesto. Carmen jugó los 6 partidos en los que logró ser de nuevo de las mayores anotadoras del combinado con 25 tantos. No obstante, y pese a no ser ni mucho menos de sus mejores torneos tanto en el plano individual como colectivo, Carmen estuvo presente de nuevo en el 7 ideal del torneo por tercer año consecutivo y su gol de rosquita ante Holanda en la primera fase fue nominado como el mejor del campeonato. 
En 2022 anunció su retirada del combinado nacional.

### Participaciones en Juegos Olímpicos
| Juegos                                  | Sede        | Resultado    | Partidos | Goles |
| --------------------------------------- | ----------- | ------------ | -------- | ----- |
| Juegos Olímpicos de Londres 2012        | Reino Unido | Bronce       | 4        | 15    |
| Juegos Olímpicos de Río de Janeiro 2016 | Brasil      | Sexto puesto | 6        | 24    |

### Participaciones en Copas del Mundo
| Mundial                                          | Sede      | Resultado        | Partidos | Goles |
| ------------------------------------------------ | --------- | ---------------- | -------- | ----- |
| Campeonato Mundial de Balonmano Femenino de 2007 | Francia   | Décimo puesto    |          |       |
| Campeonato Mundial de Balonmano Femenino de 2009 | China     | Cuarto puesto    |          |       |
| Campeonato Mundial de Balonmano Femenino de 2011 | Brasil    | Tercer puesto    | 9        | 45    |
| Campeonato Mundial de Balonmano Femenino de 2013 | Serbia    | Décimo puesto    | 1        | 0     |
| Campeonato Mundial de Balonmano Femenino de 2015 | Dinamarca | Duodécimo puesto | 6        | 25    |
| Campeonato Mundial de Balonmano Femenino de 2017 | Alemania  | Undécimo puesto  | 6        | 25    |

### Participaciones en Campeonatos de Europa
| Europeo                                          | Sede                | Resultado       | Partidos | Goles |
| ------------------------------------------------ | ------------------- | --------------- | -------- | ----- |
| Campeonato Europeo de Balonmano Femenino de 2006 | Suecia              | Noveno puesto   |          |       |
| Campeonato Europeo de Balonmano Femenino de 2008 | Macedonia           | Subcampeona     |          |       |
| Campeonato Europeo de Balonmano Femenino de 2010 | Dinamarca y Noruega | Segunda fase    |          |       |
| Campeonato Europeo de Balonmano Femenino de 2012 | Serbia              | Segunda fase    | 6        | 30    |
| Campeonato Europeo de Balonmano Femenino de 2014 | Hungría y Croacia   | Subcampeona     | 8        | 46    |
| Campeonato Europeo de Balonmano Femenino de 2016 | Suecia              | Undécimo puesto | 6        | 27    |
| Campeonato Europeo de Balonmano Femenino de 2018 | Francia             | Undécimo puesto | 6        | 25    |

## Palmarés

### Selección española
- Medalla de plata en el Europeo Macedonia 2008 y Europeo Hungría 2014.
- Medalla de bronce en el Mundial Brasil 2011.
- Medalla de bronce en los Juegos Olímpicos de Londres 2012.

### Clubes
- 1 Champions League.
- 2 Ligas (Liga ABF).
- 2 Copas de la Reina.
- 2 Supercopas de España.
- 1 Liga Eslovena.
- 2 Liga Sueca (2023, 2024)
- 2 Copas Suecas (2023, 2024)
- 1 Copa Eslovena.
- 3 Liga Națională.
- 1 Copa de Rumanía.

## Reconocimientos
- Mejor extremo derecho en el Campeonato Europeo de Balonmano: 2014, 2016 y 2018.
- Mejor extremo derecho en el Campeonato Mundial de Balonmano: 2011.
- Mejor extremo derecho de la Champions League: temporada 2016-17.

## Vida personal
Comenzó a practicar balonmano a la edad de 7 años en su colegio, el CEIP Llanos de Marín, en Marín (Roquetas de Mar). Su película favorita es El diario de Noah, su canción Ojitos rojos, del grupo Estopa y su libro, Bodas de Sangre, del granadino Federico García Lorca. Una de sus manías es realizar siempre el mismo calentamiento, ponerse bastante resina en las manos a la hora de jugar y tener las botas limpias, ya que no soporta resbalar.